# SN 2009cb
SN 2009cb – supernowa typu Ia odkryta 19 marca 2009 roku w galaktyce A125916+2716. W momencie odkrycia miała maksymalną jasność 19,60m.